# Pilsum
Pilsum ist ein Dorf in der ostfriesischen Gemeinde Krummhörn im  Landkreis Aurich. Es liegt zwei Kilometer von der Nordsee entfernt zwischen den Orten Greetsiel und Manslagt direkt an der Kreisstraße 33. In Pilsum leben 529 Einwohner (Stand: 31. Dezember 2024).
Das Gebiet des Dorfes umfasst 1081 Hektar. Pilsum hat 537 Einwohner (Stand: 31. Dezember 2012).

## Geschichte
Der Name Pilsum leitet sich von Pyleshem her. Dieser Name ist seit dem 12. Jahrhundert bezeugt und bedeutet „Wohnort (hem = Heim) des Pyl“. Gesicherte Daten und Fakten zur Person des Namensgebers sind bislang nicht vorhanden.
Pilsum war Sitz des ostfriesischen Häuptlinggeschlechts der Beninga. Als erster Besitzer der Beningaburg erscheint 1347 „Folcardus Beningha in Pillesum“ unter den Konsuln und Richtern des Emsgaus. Dessen Sohn Affo war 1359 Häuptling zu Pilsum, im Jahr 1379 wurde ein weiteres Mal ein Häuptling erwähnt. Die Folgezeit bedeutete aber den Niedergang des mächtigen Geschlechts. Der Hafen von Pilsum verlandete und der Handel verlagerte sich an den neu gegründeten Hafenort Greetsiel. Da die Häuptlinge trotz gegenteiliger vertraglicher Verpflichtungen weiterhin die Seeräuber der Vitalienbrüder unterstützten, wurde die Burg 1408 von der Stadt Hamburg zerstört. Die Burgstelle ging an die mit den Hamburgern verbündeten tom Brok. 1438 war Enno Cirksena durch Heirat in den Besitz der Burgstelle gekommen. Um 1440 errichtete er ein neues Gebäude auf der alten Burgstelle. Nach seinem Tod um 1450 fiel der Besitz an Ulrich Cirksena, dem späteren ersten Graf von Ostfriesland. 1470 scheint die Burg nicht mehr existent gewesen zu sein.
1744 fiel Pilsum wie ganz Ostfriesland an Preußen. Die preußischen Beamten erstellten 1756 eine statistische Gewerbeübersicht für Ostfriesland. In jenem Jahr gab es in Pilsum 47 Kaufleute und Handwerker, womit der Ort nach dem Flecken Greetsiel der mit weitem Abstand am stärksten mit Kaufleuten und Handwerkern besetzte der Krummhörn war: Von den insgesamt 245 Kaufleuten und Handwerkern im Greetmer Amt (der nördlichen Krummhörn ohne Greetsiel) befand sich also fast ein Fünftel in Pilsum. Großen Anteil an dieser Zahl hatten allein 14 Leineweber, neun Schuster und fünf Bäcker am Ort. Daneben gab es vier Schneider, jeweils drei Zimmerleute und Maurer, zwei Böttcher und jeweils einen Glaser, Schmied, und Barbier. Von den vier Kaufleuten handelten drei mit Salz, Seife und Gewürzen, der vierte mit Käse und Butter.
Pilsum verfügte noch bis zu Beginn des 20. Jahrhunderts über ansehnliches wirtschaftliches Treiben. Es waren Apotheker, Schmiede, Bäcker, ein Chirurg, Fass- und Glasmacher, Zimmermänner, Fuhrmänner, Schuster, Schneider und Weber, ein Brauhaus mit Brunnen, sowie Herbergs- und Gaststättenbetriebe ansässig.
Im Zuge der hannoverschen Ämterreform 1859 wurde das Amt Greetsiel aufgelöst und dem Amt Emden zugeschlagen, Pilsum gehörte seitdem zum letztgenannten. Bei der preußischen Kreisreform 1885 wurde aus dem Amt Emden der Landkreis Emden gebildet, dem Pilsum danach angehörte.
Torf, der zumeist in den ostfriesischen Fehnen gewonnen wurde, spielte über Jahrhunderte eine wichtige Rolle als Heizmaterial für die Bewohner der Krummhörn. Die Torfschiffe brachten das Material auf dem ostfriesischen Kanalnetz bis in die Dörfer der Krummhörn, darunter auch nach Pilsum. Auf ihrer Rückfahrt in die Fehnsiedlungen nahmen die Torfschiffer oftmals Kleiboden aus der Marsch sowie den Dung des Viehs mit, mit dem sie zu Hause ihre abgetorften Flächen düngten.

### Eingemeindungen
Bis zur Kommunalreform war Pilsum eine selbständige Gemeinde, die der Samtgemeinde Greetsiel angeschlossen war. Danach wurde Pilsum am 1. Juli 1972 Teil der politischen Gemeinde Krummhörn mit Sitz in Pewsum.

## Wappen
| Wappen der früheren Gemeinde Pilsum | Blasonierung: „Geteilt; oben in Blau ein aus der Teilungslinie wachsender, linksgewendeter, rotbewehrter goldener (gelber) Adler; unten in Gold (Gelb) zwei gekreuzte blaue Gabeln (Dieksticker) mit gedrechseltem Stiel.“ |
| Wappen der früheren Gemeinde Pilsum | Wappenbegründung: Das von Heinz Reise entworfene Wappen wurde am 30. Juni 1956 vom niedersächsischen Innenministerium genehmigt. Der Adler entstammt dem Wappen der ostfriesischen Häuptlingsfamilie Beninga, welche in Pilsum beheimatet waren. Die Deichgabeln, sogenannte Dieksticker erinnern an das Schicksal der Pilsumer und deren Lage direkt hinter dem Deich; sie sind auch Teil des Wappens der bekannten Pilsumer Familie Wiltets. |

## Religion

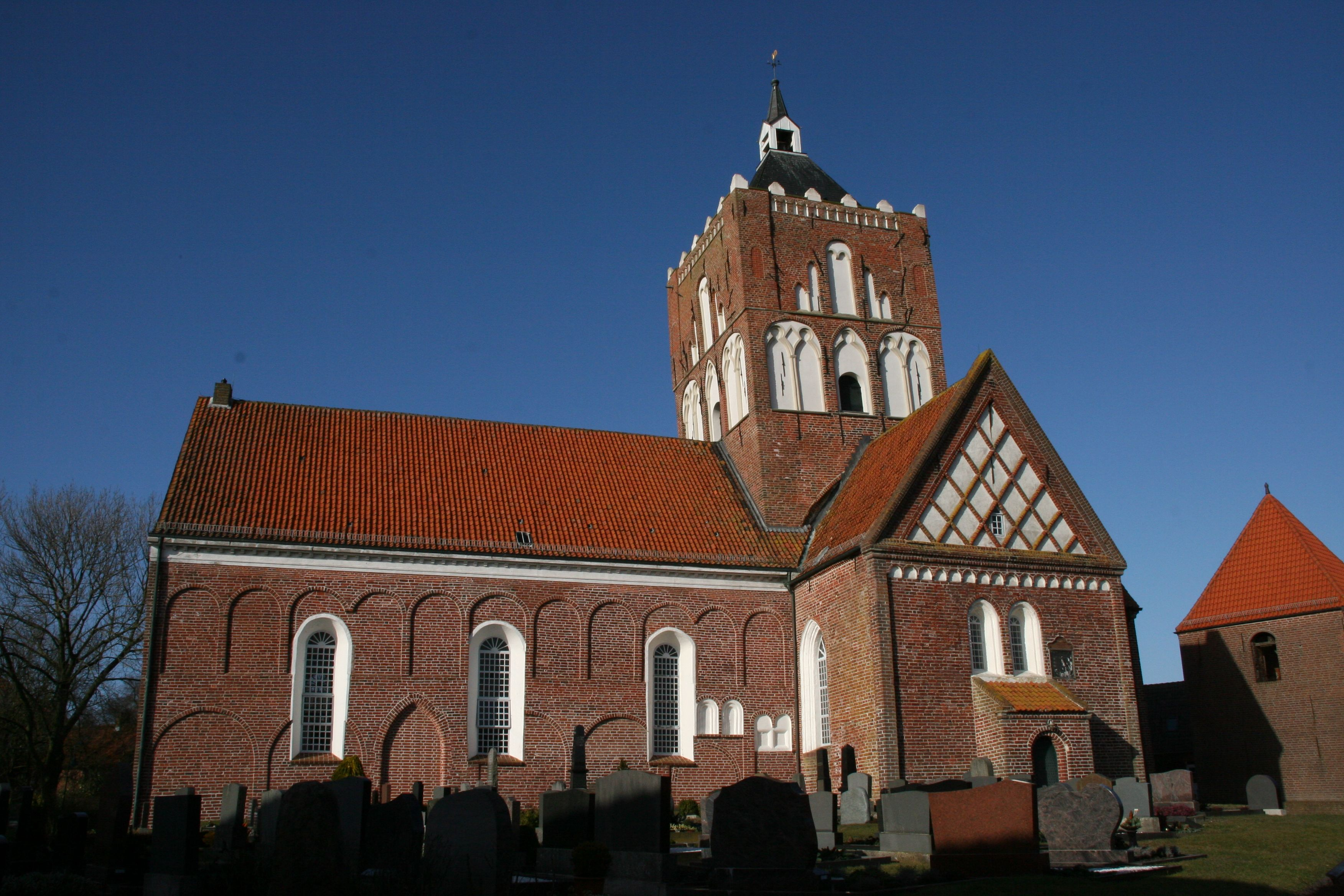
Pilsumer Kreuzkirche St. Stephanus

92 Prozent der Bevölkerung gehören der evangelisch-reformierten Kirche an, zwei Prozent sind katholisch, der Rest gehört zu anderen Konfessionen (zum Beispiel evangelisch-freikirchlich / Baptisten) oder aber ist konfessionslos.
Pilsum war im 15. Jahrhundert noch dem Bistum Münster zugehörig. Die Kirchengemeinde war der Propsteikirche in Uttum unterstellt. Im Zusammenhang mit den reformatorischen Veränderungen hat der Reformator Andreas Karlstadt, einst Mitarbeiter von Luther, 1529 in Pilsum gepredigt. Die anderen Umlandgemeinden und auch die Stadt Norden erteilten dem Reformator damals Kanzelverbot.
Die einschiffige Kreuzkirche Pilsums mit dem mächtigen Vierungsturm hat immer auch als Seezeichen eine wichtige Rolle eingenommen. Das Querschiff besteht aus drei quadratischen Jochen, dazu im Osten das Chorjoch mit halbrunder Apsis. Das flachgedeckte Langhaus, also der Hauptraum, stellt wohl den ältesten Bauteil dar. Das Vierungsgewölbe mit acht wulstförmigen Rippen ist besonders ausgeprägt. Auch Reste von biblischen Wandgemälden sind noch erhalten geblieben.
Von besonderer Bedeutung ist auch die 1694 von Valentin Ulrich Grotian erbaute Orgel der Pilsumer Kreuzkirche.

## Kultur und Sehenswürdigkeiten

### Theater und Museen
- Ein Pilsumer Gulfhof wurde bis vor einigen Jahren als Theater genutzt. Zur Aufführung kamen Musicals, die sich mit Geschichte und Gegenwart Ostfrieslands befassen. Dazu gehört auch ein Musical, das die Auswanderung der Ostfriesen in die USA thematisiert. Nach den Aufführungen in den Sommern 1994 und 1995 in Pilsum, wurde dieses Musical mit dem Titel „Achter de Sünn an“ im Herbst 1995 von dem 134-köpfigen Ensemble im Rahmen einer Gastspielreise auch an zwei Spielstätten in Iowa/USA aufgeführt.[8][9]
- In Pilsum befindet sich auch die Kleinkunstbühne Sehr kleines Haus von Holger Müller, besser bekannt als Ausbilder Schmidt.

### Bauwerke

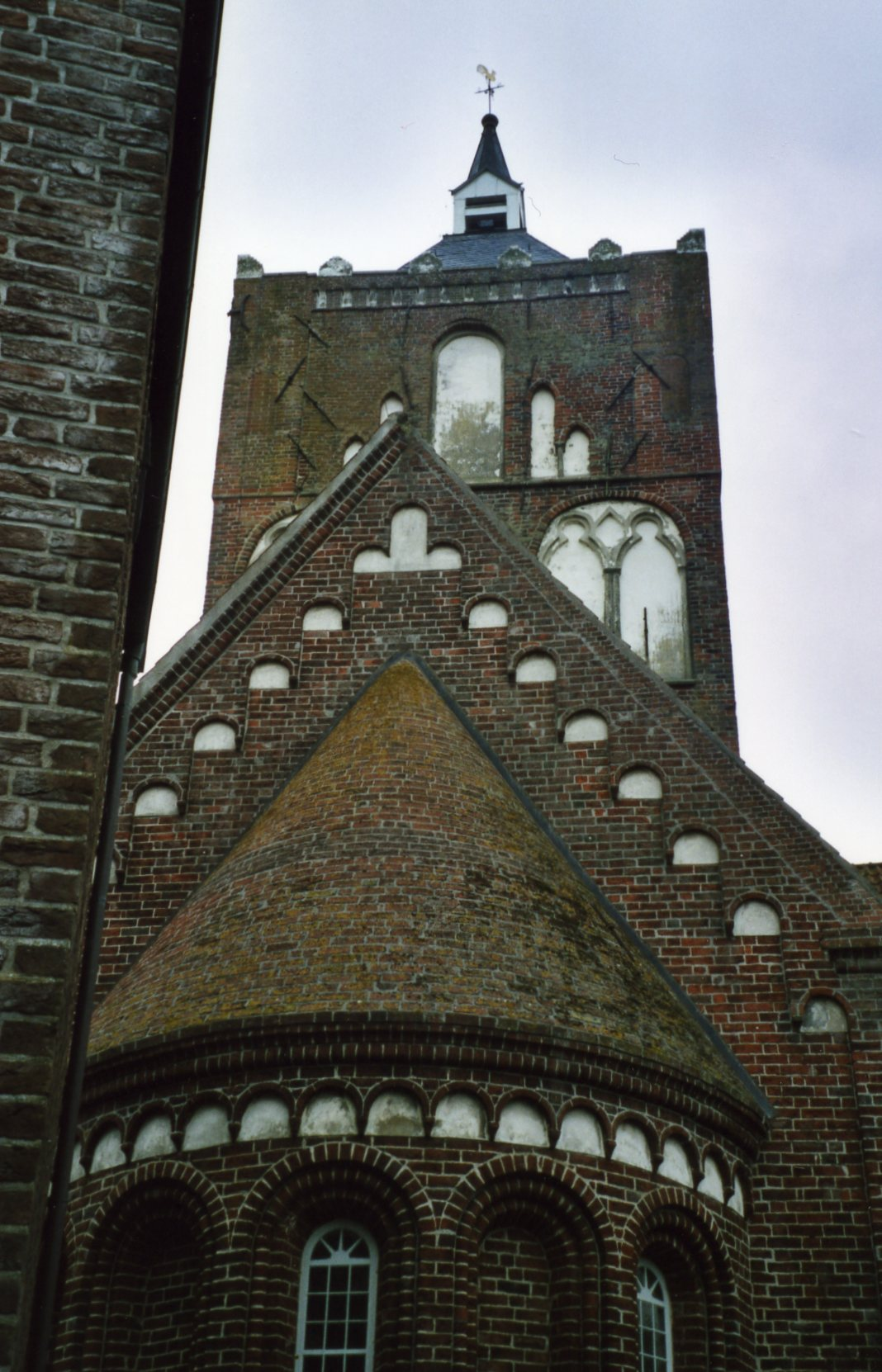
Kirchturm in Pilsum

- Pilsum ist ein Runddorf und liegt auf einer künstlich angelegten Warft. Bis heute ist zu erkennen, dass das Warftendorf einst an einer Meeresbucht lag, die sich bis nach Marienhafe erstreckte.
- Baulich ist Pilsum durch zahlreiche große Gulfhöfe und kleine, oft winzige Landarbeiter- und Handwerkerhäuser geprägt. Ein Netz verwinkelter Gassen durchzieht den Ort.
- Im Zentrum des Dorfes befindet sich die aus dem 12. Jahrhundert stammende Kreuzkirche, die dem heiligen Stephanus geweiht ist. Sie zeichnet sich dadurch aus, dass der Turm – auf Vierungspfeilern ruhend – in der Mitte der Kirche steht. Diese Bauart lässt auf normannischen Einfluss schließen. In den Fehden der Likedeeler (Vitalienbrüder) diente der Turm als Beobachtungswarte. Auch wurde er wegen seiner Höhe als Seezeichen beziehungsweise Landmarke benutzt. Das von dem Glockengießer Hinrich Klinghe 1469 gegossene Taufbecken ist eine besondere Kostbarkeit. Valentin Ulrich Grotian baute 1694 eine Orgel, die noch weitgehend original erhalten ist.

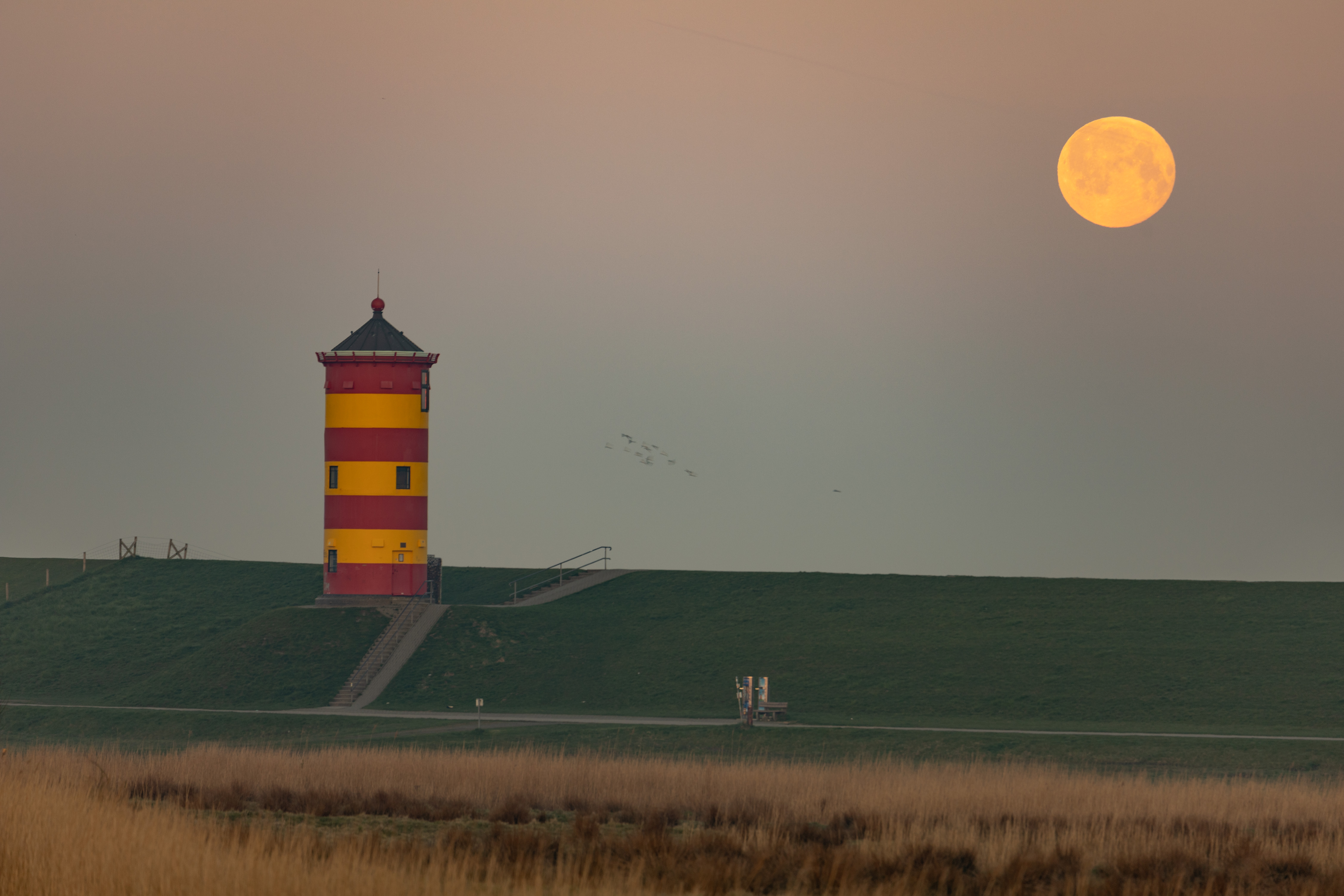
Pilsumer Leuchtturm

- Der Pilsumer Leuchtturm ist ein eisernes Bauwerk aus dem 19. Jahrhundert. Es hat eine Höhe von 13 Metern und die Fundamente sind in den Deich hinein gebaut. Der Leuchtturm hat einen rot-gelb gestreiften Anstrich und ist sowohl aus der Werbung für eine bekannte nordwestdeutsche Biermarke als auch durch den Film Otto – Der Außerfriesische bekannt, in dem er als fiktiver Wohnsitz des Hauptdarstellers dient. 2003 diente der Turm auch als Kulisse für den Tatort-Krimi „Sonne und Sturm“ mit Maria Furtwängler. Seit dem Jahr 2004 wird er auch für standesamtliche Trauungen genutzt.

## Wirtschaft und Infrastruktur

### Unternehmen

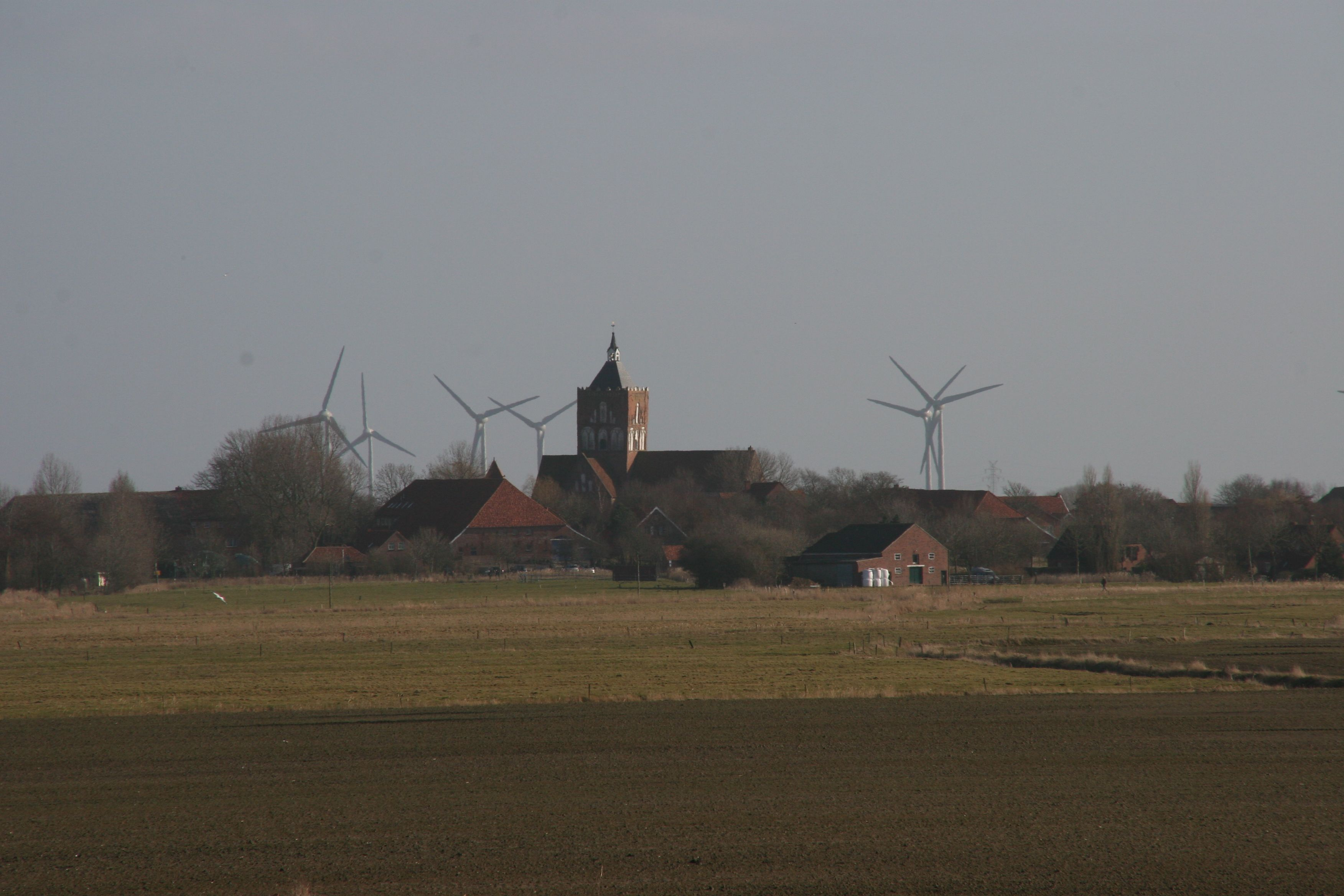
Pilsum vom Leuchtturm Pilsum gesehen

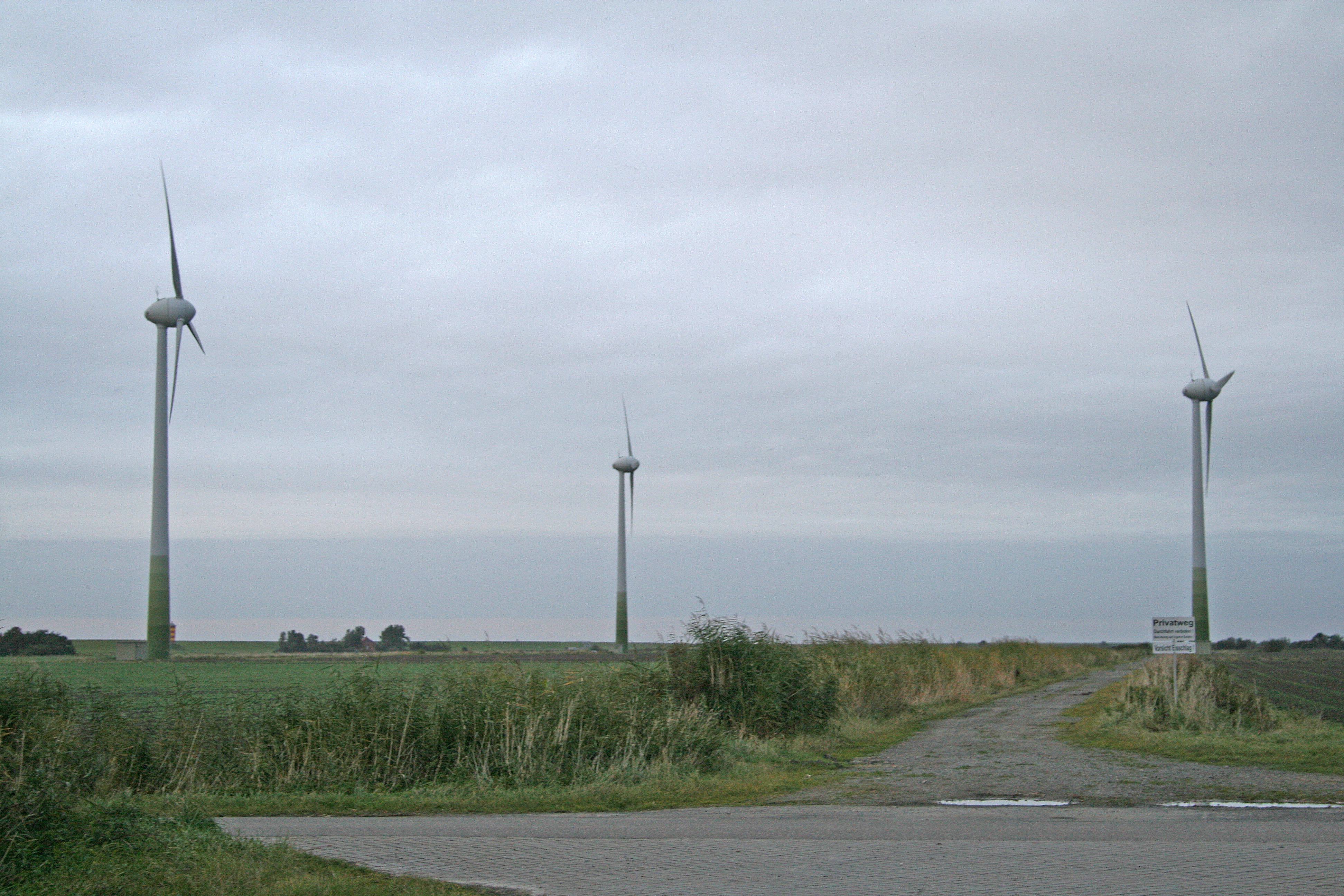
Windpark Pilsum

Bis 1974 war in Pilsum ein größerer Ziegeleibetrieb ansässig, dessen Gebäude noch heute etwas außerhalb des Ortes an der Straße in Richtung Greetsiel als Ruinen deutlich sichtbar sind. Die Ziegelei verfügte über einen eigenen Gleisanschluss an die Kreisbahn. Auf dem Gelände der Ziegelei sollte nach früheren Planungen ein Hotel entstehen.
Der Windpark Pilsum liegt zwischen dem Nordseedeich und der Ortschaft und besteht aus sechs Enercon E-40-Windkraftanlagen. Dieser gilt als erster Windenergiepark in Deutschland und bestand bei seiner Eröffnung 1989 aus zehn Enercon E-32-Windkraftanlagen. Betreiber ist die EWE AG.

### Medien
Im Jahr 1989 diente Pilsum, besonders der Pilsumer Leuchtturm, als Drehort für den Otto Waalkes Film Otto – Der Außerfriesische sowie 2003 für den Tatort: Sonne und Sturm mit Maria Furtwängler.

### Verkehr
Jahrhundertelang waren die natürlichen Tiefs und die Entwässerungskanäle, die Ostfriesland in einem dichten Netz durchziehen, auch für Pilsum der wichtigste Verkehrsträger. Über Gräben und Kanäle waren nicht nur die Dörfer, sondern auch viele Hofstellen mit der Stadt Emden und dem Hafenort Greetsiel verbunden. Besonders der Bootsverkehr mit Emden war von Bedeutung. Dorfschiffer übernahmen die Versorgung der Orte mit Gütern aus der Stadt und lieferten in der Gegenrichtung landwirtschaftliche Produkte: „Vom Sielhafenort transportierten kleinere Schiffe, sog. Loogschiffe, die umgeschlagene Fracht ins Binnenland und versorgten die Marschdörfer (loog = Dorf). Bis ins 20. Jahrhundert belebten die Loogschiffe aus der Krummhörn die Kanäle der Stadt Emden.“
Ab 1906 bis zur Einstellung des Betriebs 1963 war Pilsum ein Bahnhof an der Kreisbahn Emden–Pewsum–Greetsiel. Eine der Dampflokomotiven der Kreisbahn trug den Namen Pilsum. Das ehemalige Bahnhofsgebäude wird heute als Wohnhaus genutzt und beherbergt eine kleine Gaststätte. Heute ist Pilsum durch eine Linie des Weser-Ems-Busses erreichbar.

## Persönlichkeiten
- Andreas Bodenstein  (um 1486–1541), nach seinem Herkunftsort auch Karlstadt genannt. – Er fand für einige Zeit in Pilsum Zuflucht.[13]